# Ultraschallsonde

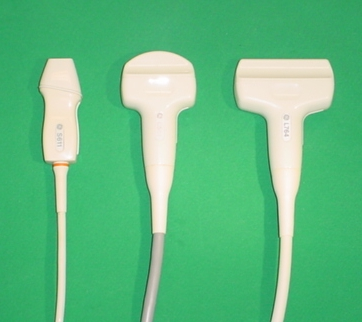
Von links nach rechts: Sektorsonde, Konvexsonde, Linearsonde

Eine Ultraschallsonde, auch Ultraschallkopf oder Transducer, ist der Teil eines Ultraschallgeräts, der den Kontakt zwischen untersuchtem Patienten und der Signalprozessoreinheit herstellt. Die Ultraschallsonde sendet und empfängt Ultraschallwellen, wandelt diese in elektrische Impulse um und leitet sie zur Verarbeitung weiter.
Die Ultraschallwellen werden von im Schallkopf eingelagerten speziellen Kristallen mittels des (inversen) piezoelektrischen Effektes erzeugt. Hierbei regt eine hochfrequente elektrische Wechselspannung die Kristalle zu Schwingungen an, welche Druckschwankungen und in Folge Ultraschall verursachen. Umgekehrt erzeugt eine auf dem Kristall auftreffende Ultraschallwelle eine elektrische Spannung (direkter Piezoeffekt), welche schließlich vom Ultraschallgerät als Bildpunkt dargestellt wird.

## Sondentypen
Nach ihrem Aufbau unterscheidet man verschiedene Sondentypen:
Sektor-, Konvex- und Linearsonden. Entsprechend ihren unterschiedlichen Eigenschaften (zum Beispiel der Ankopplungsfläche) unterscheiden sich ihre Anwendungsbereiche.

### Sektorschallkopf
Sektorsonden gibt es als elektro-mechanische sowie elektronische Ausführungen. Allen gemeinsam ist eine geringe Ankopplungsfläche. Beim früher gebräuchlichen mechanischen Sektorscanner rotieren oder pendeln wenige Piezokristalle um eine Achse und bauen somit ein dreieckiges Bild des abgetasteten Bereichs mit einer Winkelung von 60° bis 120° auf. Eine Weiterentwicklung des mechanischen Sektorschallkopfs ist der Annular-Phased-Array-Applikator, bei dem die Piezoelemente ringförmig angeordnet sind und so eine Fokussierung des abgegebenen Schallstrahls ermöglichen.

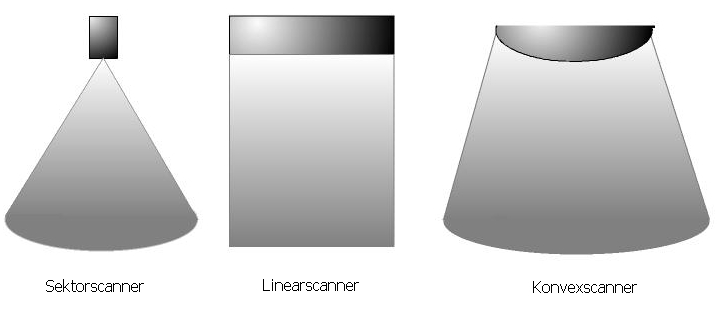
Scanbereich der unterschiedlichen Sondentypen

Heutige Sektorschallköpfe erzeugen das Bild nicht mehr mit Hilfe einer mechanischen Schwenkung der Kristalle, sondern die gezielte elektronische Ansteuerung der einzelnen Elemente ermöglicht den Aufbau eines sektorförmigen Bildes (Phased-Array-Applikator).
Dieser Aufbau bedingt die typischen Eigenschaften des Sektorschallkopfs: der Hauptvorteil liegt in der geringen Ankopplungsfläche. Dies ermöglicht die Untersuchung sonografisch schwierig zugänglicher Regionen, wie den Herzbereich oder das Schädelinnere bei Neugeborenen. Als eindeutiger Nachteil ist eine schlechte Bildauflösung im schallkopfnahen Bereich, die mit einer Verzerrung einhergeht, zu sehen. Auch schallkopffern kann es zu Verzerrungen („Divergenzen“) kommen.

### Linearschallkopf (Linear Array)
Wie der Name bereits sagt, sind die Piezoelemente bei diesem Sondentyp in Reihe angeordnet. Das bedingt eine parallele Schallausbreitung, wodurch ein rechteckiges Bild entsteht. Eindeutiger Vorteil des Linearschallkopfes ist die gute Auflösung auch schallkopfnaher Strukturen, was ihn zum idealen Instrument bei der Untersuchung oberflächlicher Strukturen wie der Schilddrüse, der Haut und ihrer Anhangsorgane, sowie der Gelenke (Orthopädie) macht. Hauptnachteil ist die große benötigte Fläche zur Ankopplung, was die Handhabung bei beschränktem Platz erschwert. So ist die Untersuchung von knöchern geschützten Regionen nur eingeschränkt möglich.

### Konvexschallkopf (Curved Array)
Eine Konvexsonde verbindet einige Eigenschaften von Linear- und Sektorsonden miteinander. Die Sendeelemente sind wie beim Linearscanner in Reihe angeordnet. Dabei ist die Ankopplungsfläche aber konvex gekrümmt. Hieraus ergibt sich der Vorteil einer gegenüber dem Linearschallkopf verminderten Auflagefläche bei im Vergleich zum Sektorscanner besserer Nahfeldauflösung. Das verleiht diesem Sondentyp die Eignung zu Übersichtsuntersuchungen, er wird vor allem im Bauchbereich (Abdomen) verwendet. Er stellt allerdings in jeder Hinsicht einen Kompromiss dar, da sein Auflösungsvermögen das des Linearschallkopfes nicht erreicht und Verzerrungen im Nah- und Fernbereich auftreten. Ein Ausweg ist der virtuelle Konvexschallkopf. Hierunter versteht man einen Linearschallkopf, dessen Piezoelemente elektronisch nach dem Prinzip des Phased-Array-Scanners (siehe oben) angesteuert werden, sodass ein dem Konvexschallkopf vergleichbarer Bildausschnitt entsteht.

### Spezialsonden

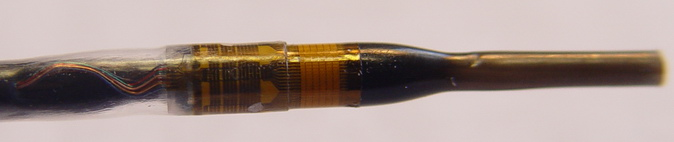
Schallkopf eines IVUS-Katheters (Jomed Vision PV 8.2F) mit 64 Piezoelementen

- TEE-Sonde =Schluckecho:
 Die Sonde hat die Form eines Endoskops (ohne Optik) und wird in die Speiseröhre eingeführt, um das Herz von hinten zu betrachten und dabei die für den Schall undurchdringlichen Rippen und die Lunge zu umgehen und so eine gute Darstellung der Herzvorhöfe zu erreichen.
- Vaginalsonde
 Stab-Schallkopf, der vaginal eingeführt wird.(Seitlich-Frontales Schnittbild)
- Rektalsonde
 Stab-Schallkopf, der rektal zur Untersuchung der Prostata oder des Rektums eingeführt wird.(Radiales und Seitlich-Frontales Schnittbild)
- IVUS = Intravaskulärer Ultraschall
 Dünne Sonden, die direkt in Gefäße eingebracht werden, um diese von innen zu untersuchen (360° Radiales Schnittbild; nur 2D Bild). Die hohe Auflösung erlaubt eine exakte Analyse der Gefäßwand.
- ICE = Intrakardiale Echokardiographie
 Ultraschall-Katheter, der direkt in eine Herzhöhle gelegt wird und von dort aus Bilder mit höchster Auflösung erlaubt. (Seitliches Sektor-Schnittbild, 2D-Bild; Farbdoppler, PW-Doppler und CW-Doppler)
- Endoskopisch platzierbare Sonden